# 現金に体を張れ
『現金に体を張れ』（げんなまにからだをはれ、The Killing）は、スタンリー・キューブリック監督のハリウッド映画第1作となった、1956年製作のアメリカ映画である。大金獲得のための犯罪計画を立案した主人公のさまを描いたフィルム・ノワールの1作。
1970年11月7日、テレビ朝日「土曜映画劇場」で『華麗なる完全犯罪  競馬場現金強奪作戦』の題名でTV放送されたことがある。

## あらすじ
人生に問題を抱える男達が、刑務所から出たばかりのジョニー・クレイが立てた競馬場売上金強盗計画に加担する。ダービーの日に競馬場内で騒ぎを起こしその隙に強盗を行うというジョニーの計画は確実に成功するものと思われたが、メンバー間の結束が次第に乱れていき計画は徐々に狂い始める。

## キャスト
| 役名                 | 俳優                   | 日本語吹替                                                                              |
| 役名                 | 俳優                   | NETテレビ版                                                                             |
| -------------------- | ---------------------- | --------------------------------------------------------------------------------------- |
| ジョニー・クレイ     | スターリング・ヘイドン | 家弓家正                                                                                |
| シェリー・ピーティ   | マリー・ウィンザー     | 寺島信子                                                                                |
| マーヴィン・アンガー | ジェイ・C・フリッペン  | 松村彦次郎                                                                              |
| ランディ・ケナン     | テッド・デ・コルシア   | 森山周一郎                                                                              |
| ニッキー・アーケイン | ティモシー・ケリー     | 大塚周夫                                                                                |
| ヴァル・キャノン     | ヴィンス・エドワーズ   | 仲村秀生                                                                                |
| ジョージ・ピーティ   | エリシャ・クック       | 辻村真人                                                                                |
| フェイ               | コリーン・グレイ       | 渡辺知子                                                                                |
| マイク・オライリー   | ジョー・ソーヤー       | 諏訪孝二                                                                                |
| モーリス             | コラー・クワリアーニ   | 相模武                                                                                  |
| ジョー               | ティト・ヴオロ         | 吉沢久嘉                                                                                |
| レオ                 | ジェイ・アドラー       | 勝田久                                                                                  |
| ジム                 | ジェームズ・エドワーズ | 朝戸鉄也                                                                                |
| ルーシー             | ドロシー・アダムズ     | 高村章子                                                                                |
| ナレーション         | アート・ギルモア       | 山内雅人                                                                                |
| 不明 その他          |                        | 緑川稔 立壁和也 石森達幸 田中康郎 納谷六朗 岩城和男 清川元夢 島木綿子 戸川暁子 渡辺典子 |
| 日本語版スタッフ     |                        |                                                                                         |
| 演出                 | 演出                   | 春日正伸                                                                                |
| 翻訳                 | 翻訳                   | 鈴木導                                                                                  |
| 効果                 | 効果                   | PAG                                                                                     |
| 調整                 | 調整                   | 山田太平                                                                                |
| 制作                 | 制作                   | 日米通信社                                                                              |
| 解説                 | 解説                   | 増田貴光                                                                                |
| 初回放送             | 初回放送               | 1970年11月7日 『土曜映画劇場』 21:00-22:30                                              |

※日本語吹替はIVCから販売のBDに収録。

## スタッフ
- 監督・脚本:スタンリー・キューブリック
- 製作:ジェームズ・B・ハリス
- 原作:ライオネル・ホワイト『逃走と死と』（原題：Clean Break）
- 脚本:ジム・トンプスン
- 撮影監督:ルシエン・バラード
- 音楽:ジェラルド・フリード
- 編集:ベティ・ステインバーグ
- 美術:ルース・ソボツカ

## ギャラリー

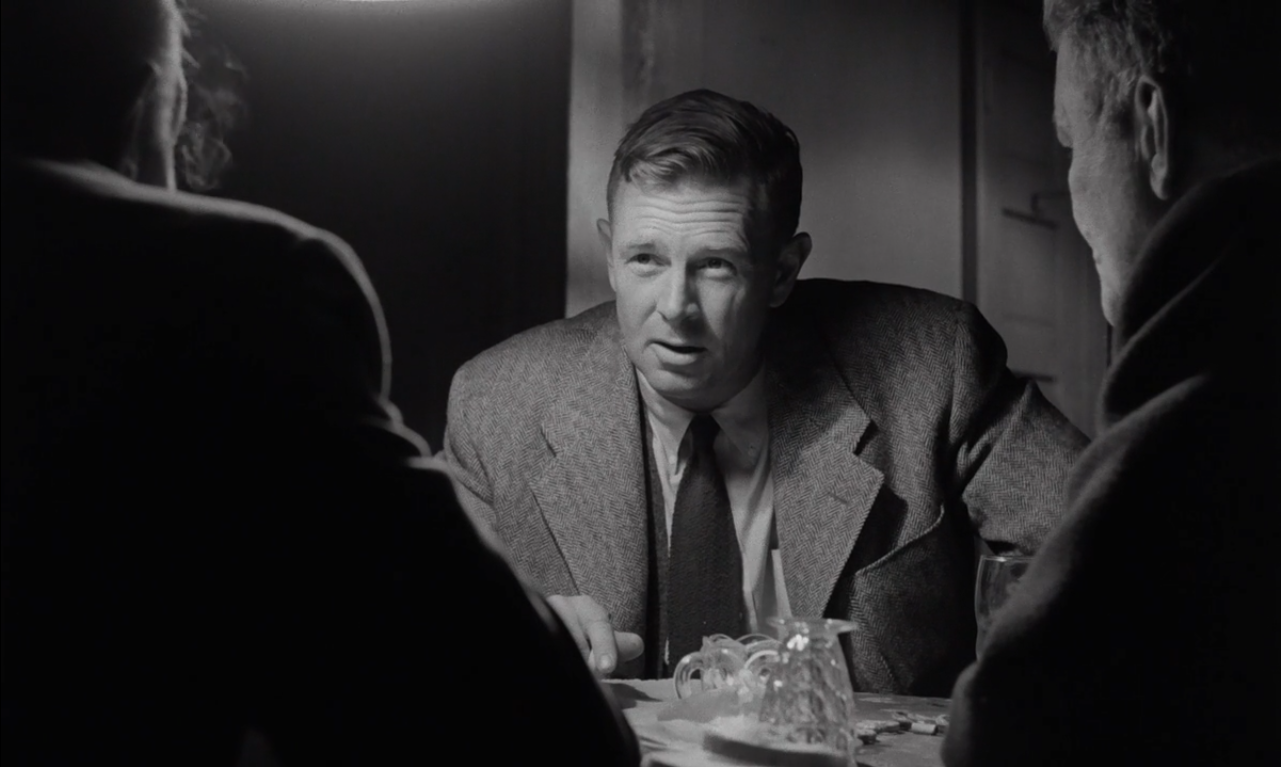
スターリング・ヘイドン
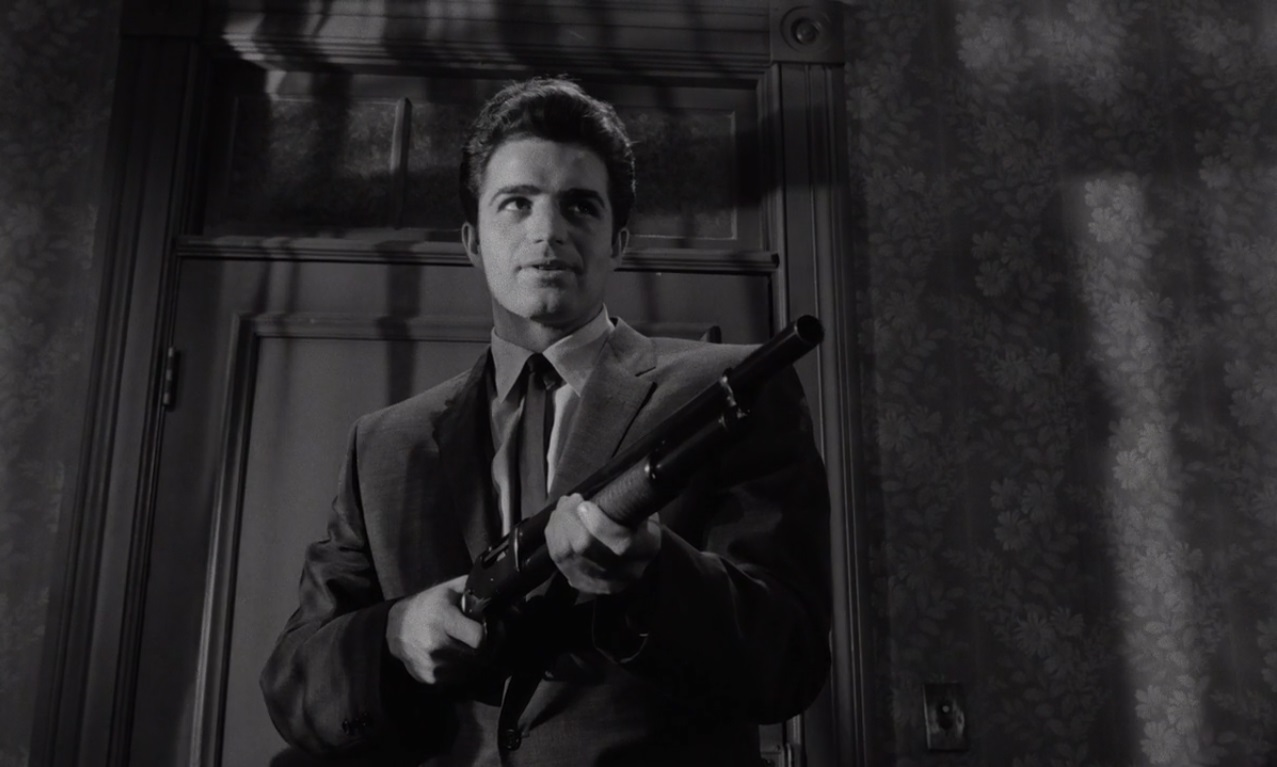
予告編より、ヴィンス・エドワーズ